# Maria Fricioiu
Maria Fricioiu, poi Simion (Grădinari, 16 marzo 1960), è un'ex canottiera rumena.

## Palmarès

### Olimpiadi
- 1 medaglia:
  - 1 oro (Los Angeles 1984 nel quattro con)

### Mondiali
- 3 medaglie:
  - 2 argenti (Duisburg 1983 nel quattro con; Hazewinkel 1985 nel quattro con)
  - 1 bronzo (Bled 1979 nel quattro con)